# Gęsin (województwo kujawsko-pomorskie)
Gęsin – wieś w Polsce, położona w województwie kujawsko-pomorskim, w powiecie aleksandrowskim, w gminie Zakrzewo.

## Podział administracyjny
W latach 1975–1998 miejscowość administracyjnie należała do województwa włocławskiego. Wieś sołecka – zobacz jednostki pomocnicze gminy Zakrzewo w BIP.

## Historia
Gęsin, wieś i kolonia w powiecie nieszawskim, gminie Sędzin, parafii Koneck. W 1827 r. było tu 11 domów i 103 mieszkańców (Tabela miast, wsi, osad Królestwa Polskiego t.I A-Ł).